# Ferricianur de potassi
El ferricianur de potassi, en anglès:Potassium ferricyanide, és un compost químic amb la fórmula K₃[Fe(CN)₆]. És una sal de color vermell brillant coordinada octahedricament de [Fe(CN)₆]3− ion. És soluble en aigua i la seva solució mostra fluorescència de color groc verdós. És molt poc tòxic però no ha d'entrar en contacte amb els ulls ni amb la pell perquè és irritant.

## Preparació
Es prepara passant clor a través d'una solució de ferrocianur de potassi. El ferricianur de potassi se separa de la solució:
2 K₄[Fe(CN)₆] + Cl₂ → 2 K₃[Fe(CN)₆] + 2 KCl

## Aplicacions
Al segle xix s'emprava per llegir els palimpsests en manuscrits antics.
Entre els seus molts usos es fa servir en fotografia en el procés de cianotípia. També com a agent oxidant per a eliminar la plata dels negatius i positius. També en fotografia en color i agent oxidant en química orgànica. És un dels components de la reacció per obtenir el blau de Prússia.